# Marcus Aemilius Lepidus (triumvir)

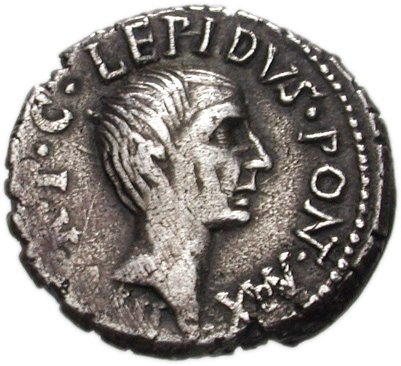
Mynt med bild av Lepidus.

Marcus Aemilius Lepidus, född omkring 89 f.Kr. i Rom, död 13 f.Kr., var en romersk fältherre och statsman. Han var son till Marcus Aemilius Lepidus, som var konsul 78 f.Kr. 

## Biografi
Lepidus, som var anhängare till Julius Caesar, blev genom honom 49 f.Kr. stadsprefekt och rytteriöverste. Efter Caesars död år 44 f.Kr. blev han överstepräst och förde befälet över legionerna i Gallien. År 43 f.Kr. ingick Lepidus tillsammans med Marcus Antonius och Octavianus det andra triumviratet och erhöll först Hispania, sedan Africa. Lepidus förlorade med tiden inflytande gentemot de andra triumvirerna, och hans inflytande var under Octavianus/Augustus ringa. Dock behöll han sin post som överstepräst.